# Stictosomus semicostatus
Stictosomus semicostatus là một loài bọ cánh cứng trong họ Cerambycidae.